# 乔·卢茨
乔·卢茨（英語：Jo Lutz，1980年8月3日—），澳大利亚女子赛艇运动员。她曾代表澳大利亚参加世界赛艇锦标赛，获得三枚金牌、一枚银牌和一枚铜牌，其中三枚奖牌来自女子八人单桨有舵手项目，另外二枚奖牌来自女子四人单桨无舵手项目。